# Список умерших в 788 году

## Сентябрь
- 23 сентября — Эльфволд I, король Нортумбрии (779—788).
- 30 сентября — Абд ар-Рахман I, эмир с 756 года, основатель династии кордовских Омейядов, правившей большей частью Испании до 1031 года, и эмирата на Пиренейском полуострове.

## Дата смерти неизвестна или требует уточнения
- Адельхиз, сын и соправитель последнего короля Ломбардии Дезидерия.
- Гильдепранд, герцог Сполето (774—788), последний лангобардский правитель Сполетского герцогства.
- Маэл Дуйн мак Аэдо Аллайн, король Айлеха (770/778—788).
- Хнаби, представитель франкской знати алеманнского происхождения, упоминавшийся с титулами «граф» и «герцог».
- Шантаракшита, буддийский философ и проповедник, настоятель монастыря Наланда в Индии.